# Richard Zika
Richard Zika (9. ledna 1897 Vsetín – 10. listopadu 1947 Praha) byl český houslista, hudební skladatel a pedagog.

## Život
Již v dětství vystupoval jako „zázračné dítě“ a koncertoval od svých šesti let. Jeho prvním učitelem byl otec Karel Zika. Dále studoval u strýce Františka, který byl ředitelem hudební školy v Orlu v Rusku. V roce 1913 byl přijat na Pražskou konzervatoř, kterou vystudoval s vyznamenáním. Kolem roku 1917 se seznámil v rakouském Judenburgu se slovinským klavíristou Janko Ravnikem, se kterým se rozhodl odejít do Lublaně, kde vzápětí zvítězil v konkursu na post koncertního mistra opery slovinského Národního divadla. Později se stal i profesorem na lublaňské konzervatoři.
Po návratu do vlasti hrál v několika komorních ansámblech. Založil Pražské kvarteto (které nějakou dobu neslo jeho jméno). V roce 1932 se stal členem Ondříčkova kvarteta, ale vystupoval i sólově. Premiéroval několik českých houslových koncertů. Byl spoluzakladatelem a od roku 1946 také řádným profesorem Akademie múzických umění.

## Dílo
Vedle své koncertní a pedagogické činnosti napsal i několik skladeb.
- Smyčcový kvartet (1935, získal první cenu na prestižní mezinárodní soutěži Carillon v Ženevě)
- 6 capricií pro sólové housle
- Z české vesničky do Betléma (suita-serenáda pro dechový kvintet)
- Trio pro dvoje housle a violu
- Trio pro dvoje housle a violoncello
- Trio pro housle, violu a violoncello